# Alena Novotná-Gutfreundová
Alena Novotná-Gutfreundová (12. února 1921 Praha – 27. ledna 2003 Praha) byla česká ilustrátorka, malířka, autorka plakátů a kostýmní výtvarnice.

## Studium
- 1936–38 Státní grafická škola obor fotografie (prof. Ehm).
- 1938–41 Uměleckoprůmyslová škola v Praze (prof. J. Benda)
- 1948–51 Vysoká škola uměleckoprůmyslová v Praze (prof. A. Strnadel)[1]

## Realizace
- Grafické úpravy knih, knižní obálky (spolupráce s nakladatelstvími Čin, Zdravotní nakladatelství, ČSČK, Blahoslav, Orbis, SNP, SNDK, ČS a d.)
- Od 1945 reklamní plakáty
- 1954 návrhy pletenin pro UVA, prapory
- Kostýmní návrhy pro filmy Miloše Makovce Dva z onoho světa 1962, Praha nultá hodina 1962
- Návrh scény pro balet Svatebčani na Eiffelovce, Divadlo ABC, 1966

Ilustrace dětských knih
- O Divošce a Voučkovi, E. Ostrá (nakl. Červenka), 1944
- Trpaslíci z květné říše, Halířová-Mazačová, (nakl. Družstvo Máje), 1947
- Vrabčák Vojta, Jiří Verten, (nakl. Družstvo Máje), 1948
- Příběh jednoho léta, G. Kubský (nakl. Brněnské tiskárny), 1948
- Věneček povídek, L. Mašínová (Státní nakladatelství dětské knihy), 1954
- Český jazyk pro 8. třídu ZDŠ (Státní pedagogické nakladatelství), 1963
- Pučálkovic Amina, J. Plachta (Československý spisovatel), 1969 a 1975

Grafické úpravy katalogů
- Otto Gutfreund, Národní galerie v Praze, 1965
- Francouzské sochařství, Národní galerie v Praze, 1967
- Otto Gutfreund, Muzeum XX. století, Vídeň, 1969

Plakáty (výběr z cca 20)
- W. A. Mozart (s Emilem Cimburou), 1956
- Bertramka (s Emilem Cimburou), 1956
- Mezinárodní den žen, Mezinárodní den dětí, 1956
- VETO – Zbavte svět toho stínu (se S. Fleischmannovou), pro U-bahnBerlin, 1960
- STRONCIUM – Zastavte pokusy (se S. Fleischmannovou), pro U-bahnBerlin, 1960
- Otto Gutfreund, Národní galerie v Praze, 1965
- Picasso, Slovenská národná galéria Bratislava, 1965
- Henry Moore, Národní galerie v Praze, 1966
- Svatebčani na Eiffelovce, Divadlo ABC Praha, 1966
- Francouzské sochařství, Národní galerie v Praze, 1967
- Lapicque, Galerie Vincence Kramáře, Praha, 1968
- Otto Gutfreund, Muzeum XX. století, Vídeň, 1969

Realizace v architektuře
- Šest vitrážových oken v kapli sv. Maří Magdaleny v Praze (s arch. M. Josefem), 1959
- Šest nástěnných obrazů 1,5 × 1,5 m na dřevě v dětské čítárně Městské knihovny v Praze, 1960
- Obraz na dřevě stěna velínu vodního díla Orlík (s arch. Hájkem), 1962
- Pamětní deska Otto Gutfreunda na domě ve Spálené ulici v Praze (s Jiřím Novotným), 1965
- Pamětní deska Emila Filly na domě v Lomené ulici na Ořechovce (s Jiřím Novotným), 1965
- Skleněná stěna (pískované sklo) 3 × 6 m, kulturní pavilon Prosek (s arch. Růžičkou), 1970

Koláže/fotografické tapety (spolupráce Dagmar Hochová) 1973–80
- Stěna 3,5 × 12 m haly kina kulturního domu Kladno-Sítná (s D. Hochovou a arch. V. Hilským), 1974
- Stěna 3 × 6 m v cestovní kanceláři ČEDOK v Teplicích (s D. Hochovou a arch. Majerem), 1974
- Stěna v obchodním domě PRIOR v Teplicích (s D. Hochovou a arch. Liškou), 1975
- Čelní panel 3,5 × 9 m výstavy 30 let ČSSR v Duchcově (s D. Hochovou a arch. Rychlinkem), 1975
- Skříňové stěny v předváděcím oddělení CENTROTEX v Praze (s D. Hochovou a arch. Hilským), 1980

Soutěže SČSVU
- 1951 Návrhy gobelínů, odměna
- 1965 Návrhy poštovních známek, odměna

## Kolektivní výstavy
- 1949 členská výstava SVU Mánes, Mánes, Praha [2]
- 1955 První celostátní výstava užité grafiky, Slovanský ostrov, Praha Umělci z Říček, Rychnov nad Kněžnou, Rokytnice v Orlických horách
- 1955 Ilustrace, Praha Mánes
- 1955 Užitá grafika, Praha, Varšava, Moskva
- 1960 FriedenPlakate – KünstlerausAller Welt, Berlin
- 1960 Soutěž k 15 letům ČSSR
- 1961 Výstava užitého umění a průmyslového výtvarnictví, Uměleckoprůmyslové museum, Praha
- 1964 Skupina Profily, Nová síň, Praha
- 1966 Grafika – Plakát, Galerie Vincence Kramáře, Praha
- 1968 Ilustrace, Galerie Vincence Kramáře, Praha
- 1969 Členská výstava pobočky SČSVU Praha 6, Galerie Vincence Kramáře, Praha
- 1992 Členská výstava SVU Mánes, Mánes, Praha
- 1998 Oznámení o Ikarově letu: Olomoucká šedesátá léta, Salon, Kabinet, Trojlodí, Olomouc
- 2001 Jubilanti Spolku výtvarných umělců Mánes
- 2001, Obecní galerie Beseda, Praha
- 2011 Pohled do archivu 2 – plakát, DOX, Malá věž, Praha

## Zahájení výstav
- 1965 Malíři, sochaři Prahy 6, Galerie Vincence Kramáře, Praha
- 1967 Bohumil Kubišta, Galerie Vincence Kramáře, Praha
- 1967 Gross, Hák, Zívr, Galerie Vincence Kramáře, Praha
- 1967 František Doležal: Obrazy 1963–1967, Galerie Vincence Kramáře, Praha
- 1967 Umění a byt, Galerie Vincence Kramáře, Praha

## Zastoupení ve sbírkách
Národní galerie v Praze, Uměleckoprůmyslové muzeum v Praze, Muzeum umění a designu Benešov u Prahy, Neue Galerie Zürich, Mozart Muzeum Salzburg